# Engelholms Glass
Engelholms Glass Aktiebolag är ett familjeföretag i Ängelholm. Företaget tillverkar och säljer glass på en marknad som i första hand finns i nordvästra Skåne.
Engelholms Glass är en av få glassindustrier i Sverige som har svenska ägare. År 2011 ökade personalstyrkan till 35 personer. År 2018 hade företaget 41 anställda och omsatte cirka 66,5 miljoner kronor.
Verksamheten började 1937 i Ängelholms mejeri. År 1977 tog Gunnar Gudmundsson över och sedan 1982 tillverkar företaget glass i egna lokaler i Ängelholm. Där framställs omkring 1,2 miljoner liter glass varje år.